# 아마비키촌
아마비키촌(雨引村)은 이바라키현 마카베군에 일찍이 존재했던 촌이다. 현재의 사쿠라가와시 중부에 해당한다. 

## 역사
- 1889년 4월 1일 - 정촌제 시행에 의해 히가시이다촌, 모토기촌, 아헤타촌, 오조네촌, 하네다촌이 합병해 마카베군 아마비키촌이 성립하였다.
- 1954년 1월 22일 - 오쿠니촌과 합병해 야마토촌이 성립하여, 동일 아마비키촌은 폐지되었다.

## 인구
| 1889년 | 2,982 |
| 1891년 | 4,116 |
| 1920년 | 3,473 |
| 1935년 | 3,473 |
| 1950년 | 4,529 |

## 교통

### 철도
- 조소 쓰쿠바철도（ → 간토철도 → 쓰쿠바철도） 
  - 쓰쿠바선

구 촌역내에 소재한 히가시이다역은 1955년에 개업하였다.

## 참고문헌
- 角川日本地名大辞典編纂委員会『角川日本地名大辞典 8 茨城県』、角川書店、1983年 ISBN 4040010809
- 日本加除出版株式会社編集部『全国市町村名変遷総覧』、日本加除出版、2006年、ISBN 4817813180